# Peter Zinner
Peter Zinner (* 24. Juli 1919 in Wien; † 13. November 2007 in Santa Monica, Kalifornien) war ein österreichisch-amerikanischer Filmeditor.

## Leben
Peter Zinner absolvierte das Theresianum im Jahre 1937. Er musste aufgrund seiner jüdischen Herkunft 1938 mit seinen Eltern emigrieren und gelangte über die Philippinen 1940 nach Los Angeles, wo er zunächst als Taxifahrer und als Klavierspieler in Stummfilmkinos arbeitete. 1960 gründete Zinner eine eigene Firma für Filmschnitt und lehrte später auch seine Tochter das Handwerk.
1979 bekam Zinner den Oscar in der Kategorie Bester Schnitt für Die durch die Hölle gehen (The Deer Hunter). Weitere bekannte Filme, bei denen Zinner als Editor mitwirkte, waren Der Pate (1972), Der Pate – Teil II (1974) und A Star Is Born (1976). Als Schauspieler war er im Film Jagd auf Roter Oktober von John McTiernan zu sehen. Seine einzige Regiearbeit war die italienisch-britische Produktion Kennwort: Salamander (1981) mit Franco Nero und Anthony Quinn in den Hauptrollen.
1959 heiratete Zinner Christa, eine Künstlerin deutscher Herkunft. Die gemeinsame Tochter Katina Zinner (* 1961) arbeitet ebenfalls als Editorin.

## Filmografie (Auswahl)
- 1966: Die gefürchteten Vier (The Professionals)
- 1967: Kaltblütig (In Cold Blood)
- 1969: Das rote Zelt (Krasnaja palatka)
- 1970: Darling Lili
- 1972: Der Pate (The Godfather)
- 1974: Der Pate – Teil II (The Godfather Part II)
- 1975: Mahagoni (Mahogany)
- 1976: A Star Is Born
- 1978: Die durch die Hölle gehen (The Deer Hunter)
- 1981: Kennwort: Salamander (The Salamander, Regie)
- 1982: Ein Offizier und Gentleman (An Officer and a Gentleman)
- 1983: Der Feuersturm (The Winds of War, Miniserie)
- 1992: Fäuste – Du mußt um Dein Recht kämpfen (Gladiator)
- 1997: Die Hawking Affäre (Motel Blue)
- 2000: Dirty Pictures
- 2001: Die Wannseekonferenz (Conspiracy)